# Federazione pallavolistica dei Paesi Bassi
La Federazione olandese di pallavolo (nld. Nederlandse Volleybal Bond, NeVoBo) è un'organizzazione fondata nel 1947 per governare la pratica della pallavolo nei Paesi Bassi.
Organizza il campionato maschile e femminile, e pone sotto la propria egida la nazionale maschile e femminile.
Ha aderito alla FIVB nel 1947.